# Municipio de Ohio (condado de Franklin)
Ohio (en inglés: Ohio Township) es un municipio ubicado en el condado de Franklin, en el estado estadounidense de Kansas. En el año 2010 tenía una población de 770 habitantes y una densidad de población de 7,06 personas por km².

## Geografía
El municipio de Ohio se encuentra ubicado en las coordenadas 38°28′31″N 95°16′46″O / 38.47528, -95.27944. Según la Oficina del Censo de los Estados Unidos, el municipio tiene una superficie total de 109,11 km², de los cuales 107,71 km² corresponden a tierra firme y (1,28%) 1,4 km² son agua.

## Demografía
Según el censo de 2010, había 770 personas residiendo en el municipio de Ohio. La densidad de población era de 7,06 hab./km². De los 770 habitantes, el municipio de Ohio estaba compuesto por el 95,06% de raza blanca, el 0,52% eran afroamericanos, el 1,56% eran amerindios, el 0,13% eran asiáticos, el 0,52% eran de otras razas, el 2,21% pertenecían a dos o más razas, y no había isleños del Pacífico. Del total de la población, el 2,6% eran hispanos o latinos de cualquier raza.